# Passe (technique)
Pour les articles homonymes, voir Passe.
Une passe, dans le domaine de la fabrication et en particulier en usinage, est un passage de l'outil dans la pièce à usiner.
Typiquement, lors d'une passe, l'outil coupe dans la matière et usine la pièce.
Une passe est caractérisée par sa profondeur de passe et par la vitesse d'avance de l'outil par rapport à la pièce.
En informatique et par extension, le terme passe définit une étape du déroulementd'un logiciel agissant sur un objet informatique (typiquement un programme à compiler) qui est transformé progressivement.